# 1613 en littérature
| Années de la littérature : 1610 - 1611 - 1612 - 1613 - 1614 - 1615 - 1616    |
| Décennies de la littérature : 1580 - 1590 - 1600 - 1610 - 1620 - 1630 - 1640 |

Cet article présente les faits marquants de l'année 1613 en littérature.

## Parutions
- La Soledad primera (« Première Solitude »), poème de Luis de Góngora, circule en version manuscrite[1].

- (es) Novelas ejemplares (« Nouvelles exemplaires ») recueil de nouvelles de Miguel de Cervantes publiées chez Juan de la Cuesta à Madrid[2].

## Naissances
- 29 mars : Louis-Isaac Lemaître de Sacy, maître d'œuvre de la traduction en langue française de la Bible. († 1684).
- 15 septembre : François VI, duc de la Rochefoucauld, écrivain, moraliste et mémorialiste français († 1680).
- 20 septembre : Jean-François Paul de Gondi, cardinal de Retz, homme d'État et mémorialiste français († 1679).

## Décès
- 2 mars : Lupercio Leonardo de Argensola, poète et chroniqueur espagnol (né en 1559).
- 22 octobre : Mathurin Régnier, poète satirique français (né en 1573).